# Johann von Herbeck

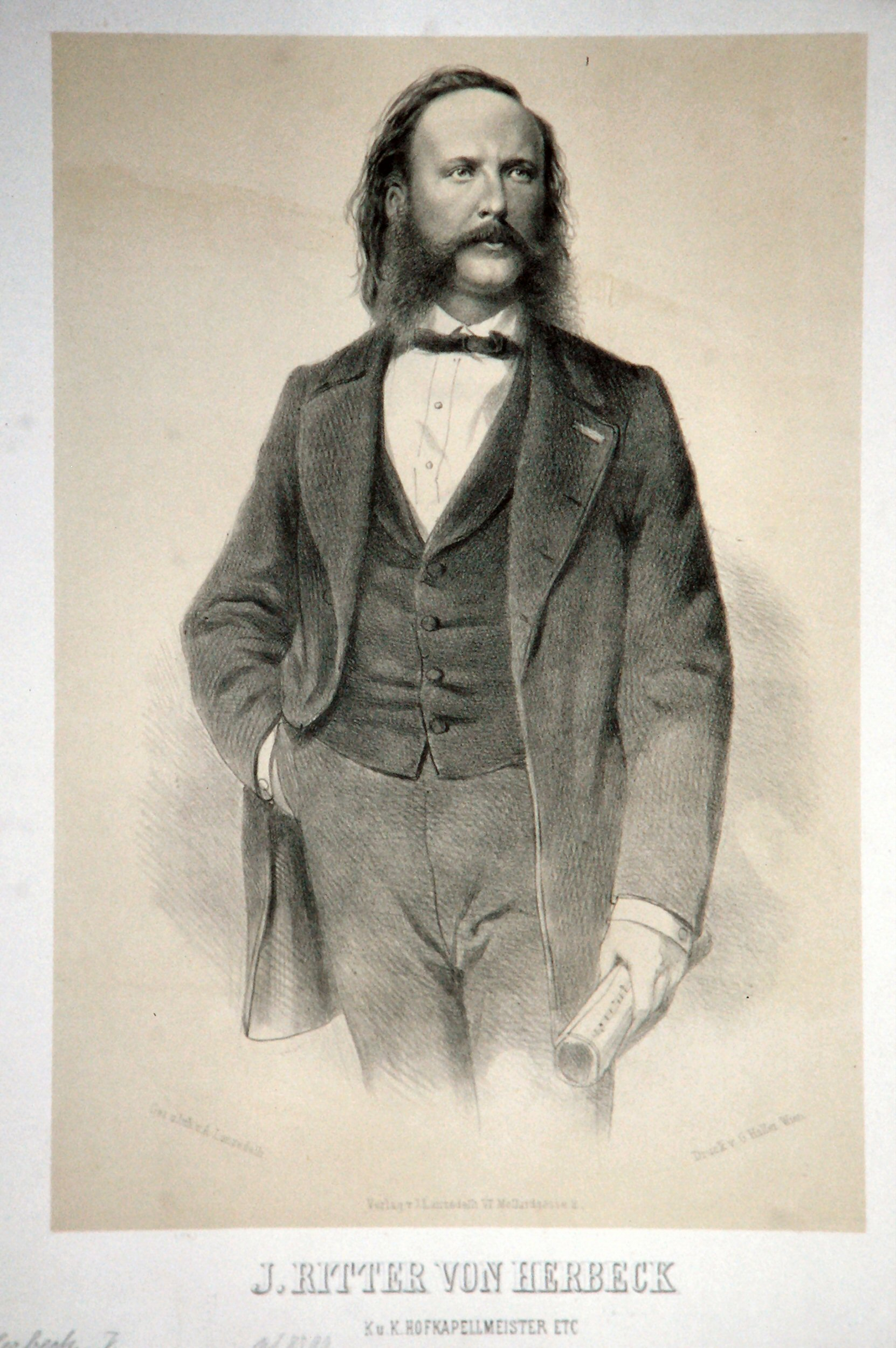
Johann von Herbeck, litografi av Karl Lanzedelli.

Johann Ritter von Herbeck, född den 25 december 1831 i Wien, död där den 28 oktober 1877, var en österrikisk musiker.
von Herbeck var 1852–1854 regens chori vid Piaristkyrkan i Wien, blev 1856 kormästare vid Wiener Männergesangverein, 1858 kormästare vid Gesellschaft der Musikfreunde och körsånglärare vid konservatoriet, 1866 förste hovkapellmästare för kyrkomusiken och 1869 för hovoperan samt 1870 direktör för nämnda opera, som han ryckte upp och riktade med flera noviteter. Utsatt för intriger, fann han sig föranlåten att ta avsked 1875 och återvände då till Gesellschaft der Musikfreunde. von Herbeck var framför allt en glänsande dirigenttalang och uppdrev till en betydande höjd de sällskap han hade under sin ledning. Trots att han som tonsättare nästan fullständigt var autodidakt, vann han likväl anseende även för sina kompositioner; mest bekanta är en stråkkvartett och åtskilliga körer. von Herbecks biografi skrevs av hans son (1885).